# Os, Hordaland
Os este o comună din provincia Hordaland, Norvegia.